# Guy Bourdin
Guy Louis Banarès (París, Francia, 2 de diciembre de 1928 - ibídem, 29 de marzo de 1991) fue un fotógrafo de modas y de publicidad francés, uno de los más destacados de la segunda mitad del siglo XX.

## Biografía
Guy Bourdin nació en París, Francia. Un año después de nacer, fue adoptado por Maurice Desire Bourdin y su madre, Marguerite Legay, quienes lo criaron. Durante los años 1948 y 1949 asumió labores militares en la fuerza aérea de Francia. Aquel año, recibió su primer entrenamiento en fotografía y fue destinado a vivir en Dakar, Senegal.
En 1950, exhibe por primera vez su trabajo, un conjunto de dibujos y pinturas en la galería Rue de la Bourgogne en París. Dos años después, ofrece una muestra fotográfica en la Galerie 29. Este catálogo incluye una presentación del artista estadounidense Man Ray.
Nuevamente en la capital francesa, exhibe sus fotografías bajo el seudónimo Edwin Hallan en la Galerie Huit, en el año 1953. Luego, en 1954, presenta una muestra de dibujos en la Galerie de Beaune, en París. También contribuyó con fotografías para la gira de exhibiciones de la C.S. Association UK , en 1954-55 y 1955-57. En ambas oportunidades, su trabajo fue expuesto en galería de arte Whitechapel en Londres, Inglaterra.
En febrero de 1955, fueron publicadas sus primeras fotografías de moda, en la portada de la revista Vogue francesa. También ese año, exhibió sus dibujos en la Galerie des Amis des Arts y sus pinturas en la Galerie Charpentier, ambas en París. Al año siguiente, expone nuevamente dibujos en la Galerie de Seine.
En 1957, exhibió sus pinturas y dibujos en la galería Peter Deitsch de la ciudad de Nueva York, además de contribuir con fotografías para la exhibición grupal titulada Vogue, en la Bienal Internacional de Fotografía de Venecia. Cuatro años después, se casó con Solange Louise Gèze, además de aportar para la muestra grupal Le Photographe en face de son métier, en el Saló Nacional de la Fotografía. En 1965, exhibió nuevamente sus dibujos en la galería Jacques Desbrière de París. Un año más tarde, contribuyó con la feria de arte Photokina 66, en Colonia.
1967 es un año especial para Bourdin, ya que nació su único hijo, Samuel. Ese mismo año, fue por primera vez el responsable de la campaña publicitaria de la marca de calzados Charles Jourdan, además de realizar su primera editorial de fotografías de moda en las revistas Harper’s Bazaar y Photo. En 1969, colaboró con la muestra grupal l’insolite et la mode en al galería Delpire de París.
Luego de diez años de matrimonio, su esposa Solange Louise Gèze falleció.
Durante los años siguientes, Bourdin realizó editoriales de moda por primera vez para la revista Vogue, en su edición italiana en 1972 y su edición británica en 1974. Mientras tanto, en 1973, sus fotos fueron requeridas por la agencia de publicidad Mafia, en París. En 1975, elaboró las fotografías publicitarias para el diseñador japonés Issey Miyake. Al año siguiente, realizó el catálogo de lencería de la marca Sighs and Whispers para la tienda Bloomingdale's de Nueva York. También participó en campañas publicitarias para los diseñadores italianos Gianfranco Ferré y Gianni Versace, además de la marca Loewe.
En 1977, realizó su primer editorial fotográfico para la revista Vogue Hommes. Sus imágenes fueron mostradas en la gira de exhibiciones llamada The History of Fashion Photography en diversos locales de Estados Unidos, incluyendo el Museo Internacional de Fotografía., la Casa George Eastman y los museos de arte moderno de Rochester, Nueva York y San Francisco. Al año siguiente, Guy confeccionó la campaña publicitaria para el diseñador francés Claude Montana, además de colaborar nuevamente para la feria de arte Photokina 66 y realizar calendarios para Issey Miyake y la marca de cámaras fotográficas Yashica. En 1981 confeccionó el calendario de la marca Pentx.
Su última campaña publicitaria para Charles Jourdan fue en 1981, mientras tanto, hizo sus primeras fotos para la firma de diseño Línea Italiana. Un año después participó en la campaña publicitaria de Gianfranco Ferré y Roland Pierre, además de contribuir con la exhibición titulada Color as Form en el Museo Internacional de Fotografía en Nueva York.
En 1985, realizó la campaña para el diseñador francés Emanuel Ungaro. Ese mismo año, el Ministerio de Cultura de Francia le otorgó el Gran Premio Nacional de Fotograía, pero Bourdin se negó a aceptarlo.
Por tercera y última vez colaboró para la feria de arte Photokina 66, en 1986. Al año siguiente, culmina su contrato con la revista Vogue francesa. Realizó su primera editorial para The Best y la campaña publicitaria para Révillon y para la casa de modas Chanel.
En 1988, el Centro Internacional de Fotografía, Nueva York, le otorga el premio Infinity Award, de manos de otra reconocida fotógrafo, Annie Leibovitz, por su campaña publicitaria para Chanel. Aquel año contribuye con la Trienal Internacional de Fotografía, París, Francia.
El 29 de marzo de 1991, Guy Bourdin muere de cáncer a los 62 años.

## Legado
Muchos fotógrafos contemporáneos han expresado su aprecio por el trabajo de Guy Bourdin, incluyendo Nick Knight, David LaChapelle y Jean-Baptiste Mondino. Este último fue acusado de plagio por Samuel Bourdin (hijo de Guy), ya que dirigió el video musical de la canción «Hollywood», de Madonna, donde se mostraban imágenes idénticas a las célebres fotografías de su fallecido padre. Bourdin consideró que la obra audiovisual de Montino no era un homenaje a la obra de su padre, sino un robo y exigió US $600.000.